# Cyathophorella africana
Cyathophorella africana là một loài rêu trong họ Daltoniaceae. Loài này được Dixon Broth. mô tả khoa học đầu tiên năm 1925.